# Bradleyite
La bradleyite è un minerale.